# 31 mars 1979
Le samedi 31 mars 1979 est le 90e jour de l'année 1979.

## Naissances
- Cristian Nemescu (mort le 24 août 2006), Réalisateur de films roumain
- Euan Burton, judoka britannique
- Jonna Mendes, skieuse alpine américaine
- Josh Kinney, joueur américain de baseball
- Matt Cairns, joueur anglais de rugby à XV
- Resit Schuurman, joueur de football néerlandais
- Tanya Tate, actrice pornographique anglaise

## Décès
- Doris Packer (née le 30 mai 1904), actrice américaine
- Eddie Fechter (né le 16 février 1916), magicien américain

## Événements
- Découverte des astéroïdes (5889) Mickiewicz et (8065) Nakhodkin
- Finale du concours Eurovision de la chanson 1979 avec la chanson autrichienne Heute in Jerusalem